# Phora congolensis
Phora congolensis är en tvåvingeart som beskrevs av Rudolf Beyer 1965. Phora congolensis ingår i släktet Phora och familjen puckelflugor. Inga underarter finns listade i Catalogue of Life.